# Lyford (Texas)
Lyford es una ciudad ubicada en el condado de Willacy en el estado estadounidense de Texas. En el Censo de 2010 tenía una población de 2.611 habitantes y una densidad poblacional de 562,56 personas por km².

## Geografía
Lyford se encuentra ubicada en las coordenadas 26°24′53″N 97°47′21″O / 26.41472, -97.78917. Según la Oficina del Censo de los Estados Unidos, Lyford tiene una superficie total de 4.64 km², de la cual 4.48 km² corresponden a tierra firme y (3.4%) 0.16 km² es agua.

## Demografía
Según el censo de 2010, había 2.611 personas residiendo en Lyford. La densidad de población era de 562,56 hab./km². De los 2.611 habitantes, Lyford estaba compuesto por el 83.34% blancos, el 0.8% eran afroamericanos, el 0.27% eran amerindios, el 0.08% eran asiáticos, el 0.04% eran isleños del Pacífico, el 13.56% eran de otras razas y el 1.91% pertenecían a dos o más razas. Del total de la población el 93.3% eran hispanos o latinos de cualquier raza.